# Menuett in G-Dur (Paderewski)
Das Menuett in G-Dur Op. 14,1 ist eine Klavierkomposition von Ignacy Jan Paderewski aus dem Jahre 1887 und das Eröffnungsstück seiner sechsteiligen Reihe Humoresques de concert op. 14. Eine Transkription des Stückes veröffentlichte die John Philip Sousa Band 1894 in Rochester (New York).
Das vollständige Werk der Humoresques wurde in zwei Büchern veröffentlicht:
Buch I (à l’Antique):
- Nr. 1 Menuet
- Nr. 2 Sarabande
- Nr. 3 Caprice (Scarlatti Genre)

Buch II (moderne):
- Nr. 4 Burlesque
- Nr. 5 Intermezzo polacco
- Nr. 6 Cracovienne fantastique

## Einspielungen
In seiner originalen Form als Klavierstück erhielt es unzählige Aufnahmen von Paderewski selbst über Sergej Rachmaninow, Józef Hofmann, Ignaz Friedman und Shura Cherkassky bis hin zu den heute populären Pianisten Roger Woodward, Stephen Hough und Adam Wodnicki.